# Гиперган
Гиперганы — это гипотетический класс экстремально сильных тропических циклонов, которые могли бы сформироваться, если температура океана достигнет 50 °C, что на 15 °C выше, чем когда-либо зафиксированная самая высокая температура современных океанов
,
что в свою очередь может быть вызвано падением большого астероида или кометы, мощным вулканическим извержением или извержением супервулкана, или очень значительным глобальным потеплением. Есть предположения о том, что часть динозавров вымерла в результате серии гиперганов, возникших в результате падения астероида или кометы на Землю. Этот термин был предложен учёным метеорологом Керри Эмануелем в 1994 году в MIT. Гиперган может расти без ограничений.

## Физика процесса
Гиперганы могли бы иметь скорость ветра более 800 км/час и центральное давление в них было бы порядка 700 миллибар, давая им очень высокую продолжительность жизни. Экстремальные условия, могущие создать шторм такой силы, способны породить систему размером с Северную Америку, с штормовым приливом в 18 метров и диаметром глаза в 300 км. Вода может оставаться достаточно горячей в течение недель, позволяя сформироваться следующим гиперганам. Высота облаков гипергана может достигать 30 км в стратосфере. Гиперган, возможно, приведёт к разрушению озонового слоя Земли. Молекулы воды в стратосфере будут взаимодействовать с озоном, ускоряя его распад и уменьшая поглощение ультрафиолета. Кроме того, вода и пыль, выброшенные гиперганом в стратосферу, будут оказывать влияние на процессы глобального потепления и похолодания, однако трудно сказать, в какую сторону.
Другие учёные предполагают, что такая система будет значительно меньше, только порядка 10 км в диаметре. Она будет устроена по типу торнадо, максимальная ширина которых фиксировалась в 2,5 км.

## В фантастике
Возникновение гипергана является сюжетом романа Джона Барнса (John Barnes) «Мать бурь» («Mother of storms»).
В фантастическом романе "Ветер" Панченко С.А. гиперган вызывает конец света, полностью уничтожая человеческую цивилизацию.
Постапокалиптический роман «Дневник Дорианны Кей» (Отто Шютт) повествует о выживании в эпицентре гипергана.